# NBA 2K22
NBA 2K22 est un jeu vidéo de simulation de basketball développé par Visual Concepts et édité par 2K. Il s'agit du 23e jeu video de la franchise NBA 2K. Le jeu est sorti le 10 septembre 2021 sur Nintendo Switch, PlayStation 4, PlayStation 5, Windows, Xbox One et Xbox Series. Une version NBA 2K22 Arcade est sortie sur Apple Arcade 19 octobre 2021,. En mai 2022, le jeu  s'est vendu à plus de 10 millions d'exemplaires.